# Villaró (Lladurs)
Villaró és una masia situada al municipi de Lladurs, a la comarca catalana del Solsonès. El complex es compon de diversos edificis relativament ben conservats.